# Habib Eszid
Habib Eszid (arab betűkkel الحبيب الصيد; Szúsza, 1949. június 1. –) tunéziai politikus, 2015. február 6. és 2016. augusztus 27. között Tunézia miniszterelnöke. Korábban belügyminiszterként működött a Bedzsi Kaid esz-Szebszi-vezette kabinetben 2011 márciusa és decembere között.

## Élete
Habib Eszid 1949. június 1-én született Szúsza városában. Közgazdasági mesterdiplomáját a Tunéziai Egyetemen szerezte, ezután agrárközgazdászi posztgraduális képzésen vett részt a Minnesotai Egyetemen.
Karrierjét köztisztviselőként kezdte a Mezőgazdasági Minisztériumban. 1993 és 1997 között kabinettitkárként működött a minisztériumban, később a Belügyminisztériumban is ugyanezt a pozíciót töltötte be. 2001-ben előbb halászati, majd környezetvédelmi államtitkárrá nevezték ki. 2004 és 2010 között a madridi-székhelyű Nemzetközi Olívaolaj Tanács (IOC) ügyvezető igazgatójának posztját töltötte be.
A 2011-es jázminos forradalom után belügyminiszterré nevezték ki Bedzsi Kaid esz-Szebszi átmeneti miniszterelnök kormányában. A 2011. októberi parlamenti választások után az új kormányfő, Hamadi Dzsebali biztonsági tanácsadójaként funkcionált.

### Miniszterelnöksége
A 2014-es tunéziai választások után a szociáldemokrata és szekuláris Nidaa Tounes szerezte meg a legtöbb, 86 mandátumot. Az új államfő, Bedzsi Kaid esz-Szebszi a pártonkívüli Eszidet bízta meg a kormányalakítással. Kormánya eredetileg két párt, a Nidaa Tounes és a 16 mandátumával a harmadik helyet megszerző Szabad Hazafias Unió (UPL) politikusaiból tevődött volna össze, de ez még nem jelentett volna többséget a 217 fős képviselőházban (a két párt összesen csak 102 mandátumot birtokolt a szükséges 109 helyett), a többi párt pedig nem volt hajlandó ellenzékből támogatni a kormány megalakulását. Új tárgyalások kezdődtek, 2015. február 2-án Eszid ennek eredményeképp bejelentette, hogy nagykoalíciós kormányt hoz létre, amelynek tagja lesz a Nidaa Tounes és az UPL mellett a mérsékelt iszlamista Ennahda Mozgalom és a liberális Afek Tounes is. A négy párt összesen 179 mandátummal rendelkezett, a nagyobb pártok közül csak a kommunista Népfront (15 mandátum) és a korábbi ideiglenes államfőt, Monszef Marzúkit adó Kongresszus a Köztársaságért (CPR, 4 mandátum) maradt ellenzékben. 2015. február 5-én a parlament hivatalosan is megszavazta Eszid kormányát, amely a következő napon tette le az esküt.
Eszidnek miniszterelnöksége első hónapjaiban számos nehézséggel kellett megbirkóznia. 2015. március 18-án terrortámadás érte a tuniszi Bardo Nemzeti Múzeumot, ahol iszlamista fegyveresek összesen 20 külföldi turistát gyilkoltak meg. Eszid gyávának minősítette a terrorcselekményt és nemzeti egységre szólított fel. 2015. június 26-án Eszid szülővárosától, Szúszától nem messze egy, az Iszlám Államhoz kötődő terrorista 38 turistát mészárolt le Port El Kantaoui tengerpartján. A támadás után Eszid ígéretet tett nyolcvan, szélsőséges nézeteket terjesztő mecset bezárására. A március óta tartó terrorveszély alaposan megcsappantotta Tunézia turizmusból származó bevételeit (amely a GDP 7%-át adta az előző évben), veszélyeztetve mintegy 400 ezer munkahelyet. A kormány szintén döntött arról, hogy egyes iszlamista civilszervezetek állami támogatását is leszorítja.
Eszid június 27-i beszédében a következőket mondta: "Az országot és a kormányt is veszély fenyegeti. Az együttműködés és az egység felmutatása nélkül ezt a háborút nem nyerhetjük meg. Nyertünk néhány csatát, másokat elvesztettünk, de a cél az, hogy a háborút megnyerjük. Néhány mecset továbbra is terjeszti az iszlamista propagandát és a terrorizmus promóciójának melegágyai. Egyetlen olyan mecset működését sem fogjuk tolerálni, amely nem felel meg a törvényességnek."
2016. július 30-án bizalmatlansági indítványban leszavazták Eszid kormányát. A parlamentben 118-an szavaztak ellene, míg mindössze hárman támogatták továbbra is a hivatalban lévő kabinetet. A kritikusok szerint a kormányt megbénította a négy nagy párt folytonos érdekharca, a koalíciót Eszid képtelen volt a kezében tartani, s így a gazdasági reformok bevezetése is lehetetlenné vált. Bedzsi Kaid esz-Szebszi elnök szintén bírálta az Eszid-kormányt, hiányolva az együttműködést és a kohéziót.